# Calvert County
Das Calvert County ist ein County im Bundesstaat Maryland der Vereinigten Staaten. Bei der Volkszählung im Jahr 2020 hatte das County 92.783 Einwohner und eine Bevölkerungsdichte von 166 Einwohnern pro Quadratkilometer. Der Verwaltungssitz (County Seat) ist Prince Frederick.

## Geographie
Das County liegt am Südwestufer der Chesapeake Bay und hat eine Fläche von 894 Quadratkilometern; davon sind 336 Quadratkilometer (37,65 Prozent) Wasserflächen. Es grenzt an folgende Countys:
| Prince George’s County | Anne Arundel County |                                                          |
| Charles County         |                     | Talbot County (Seegrenze), Dorchester County (Seegrenze) |
|                        | Saint Mary’s County |                                                          |

## Geschichte
Das heutige Calvert County wurde 1654 aus als unorganisiert bezeichnetem Gebiet (in Wirklichkeit Indianerland) gebildet. Ursprünglich wurde es ebenso wie der Patuxent River nach dem Patuxent-Indianern Patuxent County genannt. 1658 wurde es nach dem Familiennamen Calvert der Barone von Baltimore umbenannt.
Zwei Bauwerke des Countys haben aufgrund ihrer geschichtlichen Bedeutung den Status einer National Historic Landmark, das J. C. Lore Oyster House und der Austernfischer William B. Tennison. 20 Bauwerke und Stätten des Countys sind im National Register of Historic Places eingetragen (Stand 11. November 2017).

## Demografische Daten
Nach der Volkszählung im Jahr 2000 lebten im Calvert County 74.563 Menschen in 25.447 Haushalten und 20.154 Familien. Die Bevölkerungsdichte betrug 134 Personen pro Quadratkilometer. Ethnisch betrachtet setzte sich die Bevölkerung zusammen aus 83,9 Prozent Weißen, 13,1 Prozent Afroamerikanern, 0,3 Prozent amerikanischen Ureinwohnern, 0,9 Prozent Asiaten und 0,5 Prozent aus anderen ethnischen Gruppen; 1,3 Prozent stammten von zwei oder mehr Ethnien ab. Unabhängig von der ethnischen Zugehörigkeit waren 1,5 Prozent der Bevölkerung spanischer oder lateinamerikanischer Abstammung.
Von den 25.447 Haushalten hatten 41,7 Prozent Kinder unter 18 Jahren, die mit ihnen lebten. 64,8 Prozent waren verheiratete, zusammenlebende Paare, 9,9 Prozent waren allein erziehende Mütter und 20,8 Prozent waren keine Familien. 16,3 Prozent aller Haushalte waren Singlehaushalte und in 5,7 Prozent lebten Menschen im Alter von 65 Jahren oder darüber. Die durchschnittliche Haushaltsgröße lag bei 2,91 und die durchschnittliche Familiengröße bei 3,26 Personen.
29,6 Prozent der Bevölkerung war unter 18 Jahre alt, 6,4 Prozent zwischen 18 und 24, 40,0 Prozent zwischen 25 und 44, 23,4 Prozent zwischen 45 und 64 Jahre alt und 8,9 Prozent waren 65 Jahre oder älter. Das Durchschnittsalter betrug 36 Jahre. Auf 100 weibliche kamen statistisch 97,3 männliche Personen und auf 100 Frauen im Alter von 18 Jahren oder darüber kamen 94,0 Männer.
Das durchschnittliche Einkommen eines Haushaltes betrug 65.945 USD, das einer Familie 71.545 USD. Männer hatten ein durchschnittliches Einkommen von 48.664 USD, Frauen 32.265 USD. Das Prokopfeinkommen lag bei 25.410 USD. Etwa 3,1 Prozent der Familien und 4,4 Prozent der Bevölkerung lebten unterhalb der Armutsgrenze.

## Städte und Gemeinden
Towns
- Chesapeake Beach
- North Beach

Census-designated places (CDP)
| - Calvert Beach-Long Beach - Chesapeake Ranch Estates-Drum Point - Dunkirk | - Huntingtown - Lusby - Owings | - Prince Frederick - Saint Leonard - Solomons |

Unincorporated Communitys
- Adelina
- Appeal
- Barstow
- Bertha
- Bowens
- Breezy Point
- Broomes Island
- Buena Vista
- Burch
- Calvert Beach
- Chaney
- Chaneyville
- Cherry Hill
- Chesapeake Ranch Estates
- Coster
- Cove Point
- Dares Beach
- Dowell
- Drum Point
- Governor Run
- Holiday Beach
- Holland Cliff Shores
- Hunting Hills
- Island Creek
- Johnstown
- Kenwood Beach
- Lakewood Estates
- Locust Grove Beach
- Long Beach
- Lower Marlboro
- Mackall
- Mount Harmony
- Mutual
- Neeld Estates
- Newtown
- Olivet
- Paris
- Parker Wharf
- Parkers Creek
- Parran
- Plum Point
- Poplars
- Port Republic
- Randle Cliff Beach
- Scientists Cliffs
- Sollers
- Stoakley
- Sunderland
- Wallville
- West Beach
- White Sands
- Williams Wharf
- Willow Beach Colony
- Willows
- Wilson